# Yona, Guam
Yona (chamorro: Yo’ ña) är en ort och en village (administrativ enhet) i Guam (USA). Den ligger i den sydvästra delen av ön Guam, 8 km söder om huvudstaden Hagåtña. Antalet invånare är 6 480.
Följande finns i Yona:
- Bukter:
  - Ylig Bay (en vik)

- Vattendrag:
  - Manengon River (ett vattendrag)
  - Sigua River (ett vattendrag)
  - Tarzan River (ett vattendrag)
  - Togcha River (ett vattendrag)
  - Ylig River (ett vattendrag)

- Övrigt:
  - First Sigua Falls (ett vattenfall)
  - Second Sigua Falls (ett vattenfall)
  - Tarzan Falls (ett vattenfall)
  - Tagachang Beach (en strand)
  - Pago Point (en udde)
  - Mount Alutom (ett berg)